# René Mathis

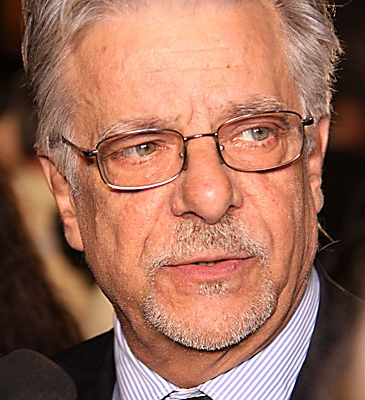
Giancarlo Giannini, de acteur die René Mathis speelt

René Mathis is een personage uit Ian Flemings James Bondromans Casino Royale (1953) en From Russia with Love (1957). Ook verscheen het personage in Bondfilms Casino Royale (2006) en Quantum of Solace (2008), waarin hij werd vertolkt door Giancarlo Giannini.

## Boeken
In de roman kende James Bond Mathis al langer. Bond vertelt hier aan Mathis over zijn eerste twee moorden. Samen met Matis ontmoet Bond in een bar in Royale-les-Eaux MI6-agente Vesper Lynd, die net als Mathis Bond bij zou staan wanneer hij mee doet aan het baccarat-toernooi in het Casino Royale. Bond moet het opnemen tegen de SMERSH-agent Le Chiffre. Mathis heeft de taak Bond en Vesper hierbij te helpen. Mathis werkt voor het Franse Deuxième Bureau. Nadat Bond gemarteld is door Le Chiffre belandt hij voor twee maanden in het ziekenhuis waar Mathis en Vesper hem komen bezoeken.
Mathis keert terug in de latere roman From Russia with Love. Hierin arriveert Bond met Tatiana Romanova met de Oriënt-Express in Parijs, waar ze worden ontvangen door
Mathis. Maar Bond wordt echter later in zijn hotel vergiftigd door de SMERSH-agente Rosa Klebb.
In het vervolg (Dr. No) wordt duidelijk dat Mathis als een echte vriend Bonds leven gered heeft en Klebb gevangen heeft genomen.

## Film
In de film Casino Royale werkt Mathis voor MI6 in Montenegro, waar hij James Bond en Vesper Lynd ontmoet aan een terras. Mathis geeft Bond en Vesper dekking tijdens hun missie in het Casino Royale waarin Bond het opneemt tegen de terrorist, Le Chiffre. Mathis is daarom ook aanwezig terwijl Bond aan de poker-tafel plaatsneemt tegenover Le Chiffre. Bond vermoordt echter die avond de terrorist Steven Obanno met een van zijn handlangers. Mathis zorgt ervoor dat de twee lijken meegenomen worden en Le Chiffre's handlanger Leo gearresteerd wordt.
Bond ontdekt een tic van Le Chiffre tijdens het pokeren, wat een kenmerk is dat hij bluft. Dit vertelt Bond aan Mathis. Bond blijkt zich hier echter in te vergissen, zodat hij verliest en uit het toernooi ligt. Bond komt echter weer terug met de hulp van de CIA-agent Felix Leiter. Nadat Bond Casino Royale gewonnen heeft, wordt Vesper ontvoerd. Vervolgens, wanneer Bond half bewusteloos uit zijn auto gehaald wordt in een poging Vesper te redden, zegt Le Chiffre dat Mathis voor hem werkt. Wanneer Bond een marteling heeft ondergaan laat hij Mathis arresteren. Later blijkt echter dat ook Vesper Lynd een verraadster is. Vesper pleegt zelfmoord door zichzelf te laten verdrinken maar het blijft nog altijd een raadsel of Mathis voor Le Chiffre werkte.
In Quantum of Solace blijkt Mathis onschuldig bevonden en in vrijheid gesteld, waarna de MI6 hem een villa in Toscane geschonken heeft. Bond zoekt Mathis op, omdat die de enige is die hem kan helpen om naar Bolivia te komen, aangezien Bonds paspoort en creditcard geblokkeerd zijn wegens ongehoorzaamheid. Mathis, die vroeger in Bolivia gewerkt heeft, zorgt ervoor dat hij en Bond met valse papieren naar Bolivia komen. Daar maakt hij contact met het hoofd van de politie, een oude vriend van hem. Mathis regelt ook kaartjes voor het feest van Dominic Greene.
De politie blijkt echter al aan Greenes kant te staan: later op de avond dwingen twee agenten Bond om de kofferbak van zijn auto open te maken, waar hij een gewonde Mathis in aantreft. Hierop volgt een gevecht waarin Bond de corrupte agenten neerschiet, maar Mathis ook in zijn rug geschoten wordt. Bond blijft bij de stervende Mathis. Als Mathis gestorven is, legt Bond zijn lichaam in een vuilcontainer en neemt zijn portefeuille mee, wetende dat het Mathis niet uit zou maken. Bij een later vuurgevecht in een hotel in de Boliviaanse woestijn, neemt Bond wraak door de corrupte politiechef dood te schieten.